# The Powerpuff Girls
The Powerpuff Girls is een Amerikaanse animatieserie, gecreëerd door Craig McCracken en uitgezonden op Cartoon Network. In België werd de serie uitgezonden op VT4 en op VTM bij TamTam. De originele serie telt 80 afleveringen. De meeste hiervan zijn opgedeeld in twee subafleveringen, maar er bestaan ook afleveringen met een lang verhaal.
In 2002 kwam een bioscoopfilm, The Powerpuff Girls Movie in de bioscoop en in 2006 kwam een Japanse animeversie uit, genaamd Demashita! Powerpuff Girls Z. In 2006 kwam er een nieuwe serie met dezelfde titel. Deze werd eveneens uitgezonden door VTM en ook op VTM Kids.
De serie is op Netflix beschikbaar.

## Verhaal
De serie draait om drie meisjes met superkrachten die hun stad, genaamd "Townsville" telkens weer moeten redden van monsters en criminelen. De drie zijn gemaakt door Professor Utonium, die een poging deed het perfecte meisje te maken. Hiervoor mengde hij "suiker, zout en alles waar je van houdt" (naar een bekend Engels gezegde waar meisjes naar verluidt van gemaakt worden: Sugar and spice and all things nice). Toen professor Utonium per ongeluk tegen een glazen vat/fles "Element X" aanstootte dat toen in het vat met het brouwsel viel, veroorzaakte dat een explosie, en zo waren de Powerpuff Girls geboren.
De Powerpuff Girls zijn meisjes van ongeveer vijf jaar oud. Ze hebben geen vingers, tenen, oren, neus, wenkbrauwen of een realistische uitstraling, doordat ze een groot hoofd met grote ogen hebben en een erg klein lichaam en ledematen. Hun krachten lijken sterk op die van Superman. Zo hebben ze allemaal het vermogen om te vliegen, bovenmenselijke spierkracht en uithoudingsvermogen, en kunnen ze lasers afvuren uit hun ogen. Verder hebben ze elk een eigen karaktereigenschappen, vaardigheden en tekortkomingen.
De Powerpuff Girls moeten het opnemen tegen een grote verscheidenheid aan schurken en monsters. Veel van deze tegenstanders wonen zelf ook in Townsville en zijn terugkerende karakters.
Het is opvallend dat de namen van alle drie de meisjes met een B beginnen, en ook in de aflevering waar de Powerpuff Girls zelf een Powerpuff Girl wilden maken, ze hun creatie de naam Bunny gaven.

## Personages

### Powerpuff Girls

Silhouetten van de Powerpuff Girls: Bubbles, Blossom en Buttercup

BlossomBlossom is de leidster en de slimste van de drie. Ze heeft lang, oranje haar met een rode strik en een haarclipje. Zij is de "roze" Powerpuff door haar roze oogkleur en bijpassend jurkje. Blossom is iemand die de situatie het snelst onder controle heeft, en dus het minst snel in paniek raakt en bij de feiten blijft, ze is dus ook het minst kinderachtig, al waren er genoeg momenten dat ze zich net zo gedraagt als Bubbles en Buttercup. Blossom houdt het meest van boeken lezen en leren.
BubblesHoewel de Powerpuff Girls alle drie op hetzelfde moment "geboren" zijn, kan Bubbles gezien worden als de jongste van de drie. Bubbles is kinderachtig en makkelijk bang te maken, maar ze is lief en heeft respect voor alles om haar heen. Ze heeft blond haar met twee staartjes. Zij is de "blauwe" Powerpuff door haar blauwe oogkleur en bijpassend jurkje. Bubbles is over het algemeen het makkelijkste te verslaan in een gevecht en zou dus de zwakste zijn, ook al was er in een aflevering bewezen dat Bubbles waarschijnlijk zelfs de sterkste zou zijn. Maar haar liefelijke karakter weerhoudt haar ervan om keihard voor te gaan als Buttercup. Ze houdt het meeste van dieren en tekenen. Ze praat eekhoorntaal.
ButtercupButtercup is een tomboy met een agressief karakter. Ze lijkt niet veel op het perfecte meisje maar is een goede hulp voor de stad. Ze heeft kort zwart haar, groene ogen met daarbij weer een bijpassend jurkje. Buttercup kan, door haar agressie, gezien worden als de sterkste, maar het is ook zo dat ze aardig stom is (niet zoals Bubbles, aangezien Bubbles "kinderlijk" stom is) en er dus gewoon voor gaat zonder plan of strategie, zoals Blossom dat doet. Daardoor doet ze vaak maar wat, wat meestal wel effectief is. Nog steeds kijkt Bubbles wel naar haar op.

### Bondgenoten
Professor UtoniumProfessor Utonium wilde "het perfecte meisje" creëren. Door een ongeluk maakte hij meisjes met superkrachten, niet met spijt, aangezien hij ze Townsville laat redden van monsters en hij de vaderfiguur speelt van de Powerpuff Girls. De vraag is wel hoe Townsville het heeft gered vóór de komst van de Powerpuff Girls, aangezien mutanten en gigantische monsters dagelijks de stad vernietigen. Utonium heeft kort, strak zwart haar en heeft zelf een hoekig uiterlijk, terwijl de Powerpuff Girls juist heel ronde vormen hebben. Hij heeft een laboratorium in de kelder, dat hij nog vaak gebruikt, al was hij al tot de conclusie gekomen dat hij niets uit kan vinden behalve als het per ongeluk is (zoals de Powerpuff Girls). Hij is, ondanks de komst van de meisjes, nog steeds een eenzame man die een vriendin wenst, al is het een niet vaak genoemd onderwerp in de afleveringen.
De vertellerDe verteller van het verhaal krijgt men altijd te horen aan het begin en eind van elke aflevering. Hij bemoeit zich ook vaak met de personages in de afleveringen of de situaties die de Girls tegenkomen. De verteller raakt tevens onder invloed van de situaties die zich afspelen. Bijvoorbeeld: wanneer de hele stad ziek wordt, wordt de verteller dat ook.
De burgemeesterDe burgemeester van Townsville is een klein, oud mannetje met een kinderachtig (erger dan Bubbles) en lafhartig karakter. Hij is ook erg naïef en is dol op augurken. Hij belt altijd naar de Powerpuff Girls met de speciale Powerpuff-hotline (een witte ouderwetse telefoon met een clownsgezicht) wanneer er een aanval of misdaad wordt gepleegd.
Ms. Sarah BellumMs. Bellum is de aantrekkelijke assistente van de burgemeester. Een running gag omtrent haar is dat de kijker nooit haar gezicht te zien krijgt. Haar lichaam en de reacties van de andere personages wijzen er echter op dat ze erg aantrekkelijk is. Al lijkt Ms. Bellum slechts de "aantrekkelijke assistente", ze is erg intelligent en denkt altijd goed na over de situatie terwijl de burgemeester allang met zijn oordeel klaar staat.
Juf KeaneJuf Keane is de juffrouw van de klas waar de Powerpuff Girls in zitten. Ze wordt door de kinderen beschreven als vriendelijk, terwijl ze in het echt niet eens zo vriendelijk lijkt te zijn. Zo heeft ze in een van de afleveringen laten merken dat ze kinderen helemaal niet leuk vindt. Toch geeft ze goed les, is gevoelig en houdt ze zich aan de regels van de school. De Powerpuff Girls probeerden haar eens te koppelen aan professor Utonium.

### Schurken
Mojo JojoMojo Jojo was het lab-aapje van professor Utonium, ook al herinnerde Utonium hem niet meer. Omdat Bess een nogal "ondeugend" diertje was (hij sloopte telkens het hele lab), duwde hij Utonium terwijl hij bezig was met het perfecte meisjes formule waardoor hij tegen het Element X aanstootte. Daarom is Mojo eigenlijk de maker van de Powerpuff Girls. Mojo Jojo bleef niet ongedeerd: door de straling van de explosie muteerden zijn hersens zodat ze uit zijn schedel groeiden, en verkreeg hij een superintellect. 
 Mojo is de schurk waar de Girls het meest mee te maken krijgen. Hij bedenkt vaak machines en robots. Hoewel Mojo intelligent is, kan hij niet tegen de Powerpuff Girls op en hij heeft ook vreemde uitspraken en maakt zich vaak boos om kleine situaties. Natuurlijk is hij nog steeds slim, als chimpansee, en hij maakt ook veel machines die hem vaak genoeg bijna tot een overwinning hebben gebracht. Mojo Jojo is een gevaarlijk figuur, maar hij wordt niet gezien als een bedreiging als hij gewoon over straat zou lopen. Hij woont in een observatorium op een inactieve vulkaan bij het park in het centrum van Townsville.
HemHem is een figuur die veel weg heeft van een duivel. Daarbij lijkt het ook of hij transgender is door zijn kleren, make-up en wimpers. Omdat Hems echte naam iedereen zoveel schrik zou geven, wordt hij simpelweg "Hem" genoemd. Hems relatie met de Powerpuff Girls is ongeveer net als die van Mojo met de Powerpuffs; hij is in sommige momenten erg gevaarlijk en slaagt er vaak in ze te verslaan, maar als ze gewoon bij hem langs zouden komen is Hem best vriendelijk. Hij beschikt over veel bovennatuurlijke krachten. In plaats van fysieke kracht te gebruiken, probeert hij de Girls vaak mentaal te verslaan. De meeste andere schurken in de serie hebben ontzag voor hem, en zien hem als hun leider.
PrincessPrincess is een ontzettend rijk en verwend meisje dat net in Townsville was gekomen en dus ook in de klas van de Powerpuff Girls op school. Omdat Princess zo onder de indruk was van de krachten van de Powerpuff Girls, wilde ze bij hun "team"; de Powerpuff Girls wezen haar af. Door hun afwijzing en haar verloren gevecht nadat ze een superpak had gekocht en hun uitdaagde, heeft Princess altijd haatgevoelens voor hen gehouden. Ze is daarna ook nooit meer gezien op school, maar woont nog wel in Townsville.
Fuzzy LumpkinsFuzzy Lumpkins is een onbekend wezen dat in zijn eentje in het bos net buiten Townsville woont. Hij is ontzettend gierig en stelt het niet op prijs als men aan zijn spullen komt, of ook maar op zijn land. Fuzzy is alleen rustig en doet niemand kwaad zolang hijzelf met rust gelaten wordt. Anders krijgt hij een woedeaanval en valt daarbij iedereen aan, zelfs diegene die hem niks gedaan hebben.
De Gangreen Gangeen straatbende bestaande uit Ace, Snake, Grubber, Big Billy, Lil' Arturo. Ze hebben allemaal een groene huid en meer niet-menselijke trekjes (zo heeft Billy bijvoorbeeld maar een oog). Wat ze precies zijn is niet bekend. Ze halen typische tienerstreken uit, zoals vandalisme, straatroof en valse telefoontjes plegen. Omdat ze vooral aan vandalisme doen, zijn ze niet echt serieuze criminelen, maar het komt voor dat hun "onschuldige" daden hun de kans geven de Powerpuff Girls te vernietigen, en dat doen ze dan ook. Buttercup is verliefd geweest op de leider van het groepje, Ace, totdat ze merkte dat ze alleen maar gebruikt werd.
SedusaSedusa is een aantrekkelijke vrouw met levend haar dat veel weg heeft als het slangenhaar van het mythologische wezen Medusa. Daarbij bestaat haar naam ook uit het woord "seduce", wat "verleiden" betekent én inderdaad vaak haar tactiek is om iets gedaan te krijgen.
The Rowdyruff BoysThe Rowdyruff Boys zijn kwaadaardige tegenhangers van de Powerpuff Girls. De figuren bestaan uit Brick (Blossom-figuur), Boomer (Bubbles-figuur) en Butch (Buttercup-figuur), en zijn alle drie erg vervelend, agressief en tevens verwaand. Ze werden aanvankelijk gecreëerd door Mojo Jojo met als doel de Powerpuff Girls te verslaan. De Girls konden de drie bij hun eerste gevecht vernietigen, maar Hem brengt ze later in de serie weer tot leven en maakt ze sterker. Sindsdien zijn ze vaste tegenstanders van de Girls. Ze zijn gemaakt van okselhaar, slakken en een hondenstaart en de gevangenis-wc diende als het Element X.
De Amoeba BoysDe Amoeba Boys zijn drie reuzenamoeben met ogen, een mond en alle drie een hoed op. Ze zijn net zo ongevaarlijk als ze lijken en daarom neemt niemand hun daden serieus, aangezien ze geloven de hele stad in paniek te laten slaan door alleen maar een sinaasappel te stelen. Ondanks ze een vriendelijk karakter hebben, willen ze toch doelbewust een misdaad plegen. Het is maar één keer gebeurt dat de Amoeba Boys een echte bedreiging hebben gevormd, ook al wist niemand dat inclusief zij zelf.

## Afleveringen

### Seizoen 1
1. Een Hondenleven/De Boze Stiefmoeder
2. Insect Inclusief/Powerpuff Bluf
3. Octi Kwaad/Gehondheid
4. Butterknal/Fuzzy-Logica
5. De Boeman/De Goochelzombie
6. Telefoonterreur/Liefde en Haat
7. De Grote Wedstrijd/Mojo's Ontstaan
8. Laat Je Niet Lijmen/Ijzige Adem
9. Stoere Bubbles/De Naakte Waarhied
10. De Macht van een Kat/Burgemesster Fuzz
11. Manische Mojo/Regenboogmime
12. De Ruwe Rakkers
13. Ruim Baan Voor Dynamo

### Seizoen 2
1. Het Verwende Prinsesje/School op Stelten
2. De Verzamelaar/De Kwaadaardige Buurman
3. Verjaardagsflop/Te Moe om te Mekkeren
4. Gevaarlijke Groenten/Buttercup Moet in Bad
5. Het Droomplan/Een Vernietigend Bouwpakket
6. Red de Dag/De Twee Mojos
7. Een Zeer Speciale Blossom/Daglichtbesparingen
8. Apenstreken/Huisdierenleed
9. Het Denkbeeldige Vriendje/Wratten
10. Spannende Avonturen Binnenshuis/De Wraak van de Familie Smith
11. Grote Zus/Onder de Dekens
12. De Tijd Vliegt/Superkracht te Huur
13. Mevrouw Bellum Neemt Vrij/Feestje met de Vijand

## Rolverdeling
| Personages        | Nederlandse versie                           | Amerikaanse versie |
| ----------------- | -------------------------------------------- | ------------------ |
| Blossom           | Hetty Heyting, Priscilla Knetemann (special) | Cathy Cavadini     |
| Bubbles           | Marlies Somers                               | Tara Strong        |
| Buttercup         | Ingeborg Wieten, Anneke Beukman (special)    | Elizabeth Daily    |
| Professor Utonium | Fred Meijer                                  | Tom Kane           |
| De Burgemeester   | Olaf Wijnants, Ruud Drupsteen (special)      | Tom Kenny          |
| Mevrouw Keane     | Hetty Heyting                                | Jennifer Hale      |
| Mojo Jojo         | Bram Bart, Joop van den Beucken (special)    | Roger L. Jackson   |
| Hem               | Ruud Drupsteen                               | Tom Kane           |
| Fuzzy Lumpkins    | Fred Meijer                                  | Jim Cummings       |
| De Amoebe Boys    | Ruud Drupsteen                               | Chuck McCann       |
| Prinses Morbucks  | Marlies Somers                               | Jennifer Hale      |
| Miss Bellum       | Ingeborg Wieten, Jannemien Cnossen (special) | Jennifer Martin    |
| Snake             | Olaf Wijnants                                | Tom Kenny          |
| Big Billy         | ?                                            | Jeff Bennett       |
| Grubber           | ?                                            | Jeff Bennett       |
| Lil' Arturo       | Fred Meijer                                  | Tom Kenny          |
| Sedusa            | Hetty Heyting                                | Jennifer Hale      |
| Brick             | Bram Bart                                    | Rob Paulsen        |
| Boomer            | Fred Meijer                                  | Rob Paulsen        |
| Butch             | Ruud Drupsteen                               | Roger L. Jackson   |
| De Verteller      | Jon van Eerd, Jeroen Keers (special)         | Tom Kenny          |

## Geschiedenis
De serie werd in 1992 bedacht door Craig McCracken, een student aan het California Institute of the Arts. Hij noemde zijn creatie toen nog The Whoopass Girls, en maakte hierover een reeks korte filmpjes. Het filmpje The Whoopass Stew! A Sticky Situation werd in 1994 vertoond op het Spike and Mike's Sick and Twisted Festival of Animation.
McCracken verkocht zijn filmpjes aan Hanna-Barbera's innovatieve What A Cartoon! Show, waarin meerdere korte filmpjes van verschillende makers werden vertoond. In deze filmpjes deed Ernie Anderson de stem van de verteller. Hij stierf echter voordat de filmpjes werden omgezet naar een eigen serie in 1997.
De Powerpuff Girls als serie debuteerde in 1998, en had de best bekeken première van alle series op Cartoon Network. De serie sloeg aan bij een groot publiek, variërend van kinderen tot volwassenen. De serie kreeg een grote merchandising, welke in 2001 vrijwel alles besloeg van T-shirts, speelgoed, en videospellen tot lunchtrommels en servies. Craig McCracken gaf aan zelf nooit verwacht te hebben dat z’n serie zo goed zou aanslaan.
In 2002 leidde het succes van de serie tot een bioscoopfilm: The Powerpuff Girls Movie. Deze film diende als prequel voor de serie, en toonde de creatie van de Girls en hun eerste confrontatie met Mojo Jojo.
In 2005 ontstonden er plannen voor een animeversie van de serie. Het jaar erop debuteerde deze serie, Demashita! Powerpuff Girls Z, in Japan. De serie bracht een hoop veranderingen aan in het concept van de Powerpuff Girls.
De serie zelf werd uiteindelijk stopgezet in 2005. In 2009 volgde echter nog een half uur durende tv-special ter viering van het 10-jarig bestaan van de franchise.
In april 2016 ging een nieuwe serie, eveneens The Powerpuff Girls getiteld, van start op Cartoon Network.
In 2021 werd de cast bekendgemaakt van de live-actionseries.

## Prijzen
De serie werd vijf maal genomineerd voor een Emmy Award, te weten in 1999, 2000, 2001, 2004, en 2005. In 1999 werd de aflevering "Bubblevicious" & "The Bare Facts" eveneens voor een Emmy genomineerd. In 2000 en 2005 won de serie de Emmy’s.
De serie is tevens negen keer genomineerd voor een Annie Award, waarvan hij er twee heeft gewonnen. In 2001 werd de serie genomineerd voor een Blimp Award.

## Websites
- The Powerpuff Girls op de Big Cartoon DataBase
- (en)   The Powerpuff Girls in de Internet Movie Database